# Наступ на Дейр-ез-Зор (2018)
Наступ на Дейр-ез-Зор був розпочатий Ісламською державою Іраку та Леванту проти підконтрольних уряду територій по всій мухафазі Дейр-ез-Зор у Східній Сирії. Під час наступу 8 червня ІДІЛ вдалося проникнути в місто Абу-Кемаль та частково його захопити, однак згодом їх було звідти вибито.

## Наступ

### Перші атаки
22 травня 2018 року ІДІЛ здійснила атаку із залученням терористів-смертників і бронетехніки на військовий форпост на південний схід від Пальміри та поблизу насосної станції Т-3. За опозиційними джерелами, було вбито від 26 до 30 проурядових бойовиків, у тому числі 17 несирійців, у той час як військові заперечували високу кількість загиблих і називали кількість загиблих у 16 солдатів. Наступного дня бойовики ІДІЛ атакували спільний сирійсько-російський військовий конвой поблизу міста Маядін. У результаті зіткнень загинули 26 просирійських урядових бійців, 5 російських бійців ПВК і 4 російських військових. Росія також повідомила про 43 знищених бойовиків. Одночасно з атакою на конвой ІДІЛ атакувала три сирійські військові блокпости в тому ж районі. Через три дні відбулися дві нові атаки ІДІЛ поблизу Маядіна та Абу-Кемаль.
4 червня ІДІЛ атакувала урядові війська на 100-кілометровому фронті від Маядіна до Абу-Камаль, захопивши два-три міста на західному березі Євфрату. Бойовики атакували на два фронти, бойовики ІДІЛ наступали як з пустелі, на захід від Євфрату, так і зі своєї території на східному березі річки. За кілька днів до штурму близько 400 бойовиків ІДІЛ перетнули Євфрат зі свого анклаву на сході після потужного обстрілу урядових позицій. Захоплення міст перерізало шосе від Дейр-ез-Зора до Абу-Кемаля. Наступного дня проурядові сили повернули втрачені території.

### Наступ на Абу-Кемаль
8 червня ІДІЛ відновила свій наступ і зуміла прорвати армійські лінії навколо Абу-Кемаль, використовуючи 10 терористів-смертників, та кілька автомобільних бомб. Бойовикам ІДІЛ вдалося прорватися в місто, і бої підійшли впритул до центру міста. Атака знову перерізала шосе. Однак невдовзі сирійська армія розпочала контратаку, і наступного дня було повідомлено, що військовим вдалося відновити безпеку в місті. Під час боїв командир 11-ї танкової дивізії сирійської армії генерал Алі Мухаммад аль-Хусейн загинув у зіткненнях на околицях Абу-Кемаля. Також був убитий командир ракетної дивізії Хезболли. 10 червня наступ ІДІЛ на Абу-Кемаль все ще тривав, до того, як 11 червня бойовики вийшли з міста.

## Наслідки
17 червня видання Al-Masdar News повідомило, що ІДІЛ здійснила раптовий напад на урядові сили в районі насосної станції T3 у Сирійській пустелі, знищивши один танк і вбивши кількох військових уряду. Наступного дня урядове підкріплення у складі Республіканської гвардії, Національних сил оборони та Ліви Фатеміюн, а також додаткові бойовики Хезболли були направлені для підготовки до нової військової операції проти ІДІЛ у регіоні.
18 червня ВПС Ізраїлю завдали авіаудару по Силах народної мобілізації Іраку, а також по «Хезболлі» та Корпусу вартових іранської революції в цьому районі, в результаті чого загинули 52 людини. Кілька пов'язаних з Іраном збройних формувань, включаючи PMF, спочатку звинувачували в авіаударі Сполучені Штати та коаліцію CJTF-OIR, але це заперечували як Сполучені Штати, так і CJTF-OIR. Пізніше було виявлено, що насправді це було здійснено Ізраїлем.